# ザッカリー・ウェンツ
ザッカリー・ウェンツ（Zachary Wentz、1994年4月29日 - ）は、アメリカのプロレスラー。

## 経歴
2014年12月にデビュー。
2018年1月、タッグを組むデズモンド・エグザビエとともにDRAGON GATEに初来日。
6月、#STRONGHEARTSのメンバーとしてWRESTLE-1に来日。
2024年9月、NXTの大会ノー・マーシーでウェス・リーと対戦。勝利を収めた。

## 得意技

### フィニッシュ・ホールド
グンケル・ドライバー
背中越しに相手の頭部を右肩に固定し、そこから勢いよく前方に倒れ込むことで相手を顔面からマットに突き刺す。スナップメア・ドライバー。
UFOカッター
相手に向かって走り込んで、右肩に手を置いた状態でトップロープに飛び乗り、高々とジャンプして頭部に飛びつき、そのまま背面から落下して顔面をマットに叩きつけるスプリングボード式の変形ダイヤモンド・カッター。

### 打撃技
エルボー
エルボー・スタンプ
バックエルボー
バックハンド・チョップ
チョップ・スマッシュ
ナックル・パンチ
ドロップキック
ロー・ドロップキック
バイシクルキック
ペレ
キック
スーパーキック
サッカーボール・キック

### 投げ技
ジャーマンスープレックス

### 関節技
腕ひしぎ逆十字固め　

### 飛び技
ムーンサルトプレス
スワンダイブ式ボディー・プレス
スワントーンボム
トペ・コン・ヒーロー
スーサイドダイブ

## タイトル歴
NXT
- NXTタッグチーム王座 : 1回

w /ウェス・リー
TNA
- TNA Xディヴィジョン王座 : 1回

CZW
- CZW世界タッグ王座
- CZWワイヤード王座

PWG
- PWG世界タッグ王座

その他
- AAWタッグ王座
- ファイトクラブタッグ王座
- PWRタッグ王座
- XICWタッグ王座